# Anna (rappeuse)
Pour les articles homonymes, voir Pepe et Anna.
Anna Pepe, dite Anna stylisé ANNA, née le 15 août 2003 à La Spezia en Ligurie, est une rappeuse, chanteuse et compositrice italienne. Son père est DJ et sa mère sculptrice. En 2020, elle est devenue la plus jeune artiste à atteindre le sommet du classement des singles italiens avec Bando, son premier single,.

## Biographie

### 2018–2020: début de carrière
En 2018, Anna commence à poster des vidéos de rap freestyle sur Instagram, avant de collaborer sur les chansons 24/7 et Holidays avec le rappeur Anis.
En mars 2019, elle a publié la chanson Baby sur Instagram et YouTube. Dans la foulée, elle publié le single Bando sur diverses plateformes de streaming musical. Cependant, après deux semaines, il a été retiré pour violation du droit d'auteur, en raison de l'échantillonnage d'un beat du producteur de musique français Soulker.
Au début de l'année 2020, Anna signe un contrat avec Virgin Records par le biais duquel Bando a été republié le 31 janvier, après avoir obtenu les droits d'utilisation de Soulker,,,. La chanson a été envoyée à la radio italienne le 21 février 2020.

### 2020-2021: ascension avec le singleBandoet ses autres titres
Fin février 2020, Bando atteint la première place du classement italien des singles, restant en tête pendant trois semaines consécutives et faisant d'Anna la plus jeune artiste à atteindre la première place du classement,,. Le single est également arrivé en tête des classements italiens Spotify, iTunes et Shazam,,.Bando a également s'est fait une place à l'internationale, avec des ajouts aux listes de lecture officielles de Spotify et des diffusions à la radio dans des pays tels que la France et les États-Unis. Dans le premier pays, il s'est classé à la 92ᵉ place du classement des singles.
Le 24 avril 2020, un remix officiel de Bando est publié avec les rappeurs italiens Gemitaiz et MadMan. En 2023, le titre est inclus dans la bande originale du film Fast and Furious 10. Le 15 mai 2020, un autre remix de Bando est publié avec le rappeur allemand Maxwell, atteignant la 80ᵉ place en Allemagne et la 70ᵉ en Suisse,,. Le même mois, Anna apparaît sur la chanson Biberon de Dark Polo Gang, aux côtés du rappeur DrefGold, et sur le remix de Hasta la vista de Ghali.
Le 7 octobre 2020, Anna a sorti son deuxième single Bla Bla avec le rappeur Guè. Le 5 novembre 2020, elle sort Fast, produit par Young Miles. Le single Squeeze 1 sort le 8 juillet 2021, suivi par Drippin' in Milano une semaine plus tard,.

### 2022–2023:Liste 47
En 2022, Anna revient avec les singles 3 di cuori avec Lazza, et Ma Jolie avec Medy. Le 3 juin 2022, elle sort le single Gasolina produit par Drillionaire et Young Miles. Ces singles ont ensuite été repris sur son premier EP Lista 47, qui a été certifié disque d'or par la FIMI.
En 2023, Anna participe au titre Cookies n' Cream avec Guè et Sfera Ebbasta, qui a fait ses débuts au sommet du classement des singles italiens. Le 23 mars 2023, elle sort le single Energy. Le 19 mai 2023, elle sort le single Vetri neri en collaboration avec Ava et Capo Plaza. Le titre a passé 11 semaines à la deuxième place du classement italien des singles et a été certifié cinq fois platine, pour des ventes supérieures à 500 000 exemplaires, ce qui en fait sa chanson la plus vendue à ce jour. Le 13 octobre 2023, Anna apparaît aux côtés de Geolier et Shiva sur le single Everyday de Takagi & Ketra. La chanson aborde les thèmes de la jalousie et de la possessivité dans une relation, et a été décrite comme une ballade urbaine, racontant la même histoire de trois points de vue différents. La chanson a débuté en tête du classement italien des singles, y restant pendant six semaines. Elle a été certifiée triple disque de platine en Italie pour des ventes supérieures à 300 000 exemplaires.3

### 2024:Vera Baddie
Le 19 janvier 2024, Anna sort le single I Got It, sa première sortie aux États-Unis par l'intermédiaire de Republic Records. Le 9 avril 2024 sort le single BBE, acronyme de Best Bitch Ever, qui est la troisième collaboration entre les deux rappeurs. Avec Lazza, il s'agit de la troisième collaboration entre les deux rappeurs. L'interlude Vieni dalla Baddie est sorti le 18 avril 2024. Le 30 mai 2024, elle a sorti le single 30°C, avant la sortie de son premier album studio Vera Baddie le 28 juin 2024. La liste des titres de l'album a été dévoilée lors d'un pop-up dans une station-service de Milan, avant son annonce complète le 26 juin. Vera Baddie a passé neuf semaines consécutives en tête du classement italien, égalant le record détenu par Primavera in anticipo de Laura Pausini depuis 2008 en tant qu'album numéro un le plus longtemps détenu par une artiste féminine. Le single 30°C a atteint la première place lors de sa treizième semaine au classement, faisant d'Anna la première artiste féminine à occuper simultanément la première place du classement des albums et des singles en Italie depuis 10 ans. Outre les singles BBE et 30°C, trois autres titres ont atteint le top 10 du classement italien des singles, bien qu'ils ne soient pas sortis en tant que singles : Tt le girlz, I Love It et Bikini. Tonight sera envoyé à la radio italienne en tant que quatrième single de l'album le 20 septembre 2024.7 En septembre 2024, Billboard Italia a nommé Anna Femme de l'année pour son succès record dans l'industrie de la musique.

## Influences
Dans une interview accordée à Billboard Italia, Anna déclare qu'elle écoute du hip-hop et de la trap italienne. Elle cite Lazza, Sfera Ebbasta et FSK Satellite comme influences. Elle a également confirmé qu'elle n'écoute pas d'autres artistes hip-hop italiennes, préférant des artistes américaines comme Nicki Minaj.

## Discographie

### Singles
| Année | Titre                              | Meilleure position | Meilleure position | Meilleure position | Meilleure position | Meilleure position | Certifications               | Album       |
| Année | Titre                              | IT                 | AUT                | FR                 | GER                | SUI                | Certifications               | Album       |
| ----- | ---------------------------------- | ------------------ | ------------------ | ------------------ | ------------------ | ------------------ | ---------------------------- | ----------- |
| 2020  | Bando                              | 1                  | 47                 | 92                 | 80                 | 70                 | - Italie (FIMI) : 2x Platine | —           |
| 2020  | Bla Bla (avec Guè)                 | 45                 | —                  | —                  | —                  | —                  | —                            | —           |
| 2020  | Fast                               | —                  | —                  | —                  | —                  | —                  | —                            | —           |
| 2021  | Squeeze 1                          | —                  | —                  | —                  | —                  | —                  | —                            | —           |
| 2021  | Drippin' in Milano                 | 24                 | —                  | —                  | —                  | —                  | - Italie (FIMI) : Platine    | —           |
| 2021  | Balaklub – What Up                 | —                  | —                  | —                  | —                  | —                  | —                            | —           |
| 2022  | 3 di cuori                         | 28                 | —                  | —                  | —                  | —                  | - Italie (FIMI) : Platine    | Lista 47    |
| 2022  | Gasolina                           | 10                 | —                  | —                  | —                  | —                  | - Italie (FIMI) : 2x Platine | Lista 47    |
| 2022  | Advice (avec MamboLosco)           | 89                 | —                  | —                  | —                  | —                  | - Italie (FIMI) : Platine    | Lista 47    |
| 2023  | Energy                             | —                  | —                  | —                  | —                  | —                  | —                            | —           |
| 2023  | Vetri neri (avec Ava & Capo Plaza) | 2                  | —                  | —                  | —                  | —                  | - Italie (FIMI) : 6x Platine | —           |
| 2024  | I Got It                           | 48                 | —                  | —                  | —                  | —                  | —                            | Vera Baddie |
| 2024  | BBE (avec Lazza)                   | 4                  | —                  | —                  | —                  | —                  | - Italie (FIMI) : 2x Platine | Vera Baddie |
| 2024  | 30°C                               | 1                  | —                  | —                  | —                  | —                  | - Italie (FIMI) : 3x Platine | Vera Baddie |
| 2024  | Tonight                            | 36                 | —                  | —                  | —                  | —                  | - Italie (FIMI) : Or         | Vera Baddie |

### Apparitions
| Année | Titre                                                                                | Meilleure position | Meilleure position | Certifications               | Album                    |
| Année | Titre                                                                                | IT                 | SUI                | Certifications               | Album                    |
| ----- | ------------------------------------------------------------------------------------ | ------------------ | ------------------ | ---------------------------- | ------------------------ |
| 2020  | Biberon (Dark Polo Gang avec DrefGold & Anna)                                        | 8                  | —                  | - Italie (FIMI) : 2x Platine | Dark Boys Club           |
| 2020  | Twerk RMX (MamboLosco & Boro avec Anna)                                              | 95                 | —                  | —                            | Caldo                    |
| 2022  | Ma Jolie (Medy avec Anna)                                                            | —                  | —                  | - Italie (FIMI) : Or         | —                        |
| 2022  | Senza emotions (Vale Pain avec Nko & Anna)                                           | 64                 | —                  | —                            | —                        |
| 2022  | Shawty                                                                               | —                  | —                  | - Italie (FIMI) : Platine    | Hotel Montana            |
| 2023  | Everyday (Takagi & Ketra avec Shiva, Anna & Geolier)                                 | 1                  | 44                 | - Italie (FIMI) : 4x Platine | —                        |
| 2023  | Petit Fou Fou (Rhove avec Anna)                                                      | 6                  | —                  | - Italie (FIMI) : Platine    | Popolari                 |
| 2023  | Cookies n' Cream (Guè avec Sfera Ebbasta & Anna)                                     | 1                  | 81                 | - Italie (FIMI) : 4x Platine | Madreperla               |
| 2023  | Vodka (MamboLosco avec Anna)                                                         | 72                 | —                  | - Italie (FIMI) : 6x Platine | Facendo faccende         |
| 2023  | Anelli e collane (Artie 5ive avec Anna)                                              | 26                 | —                  | - Italie (FIMI) : 2x Platine | Aspettando la bella vita |
| 2023  | Fashion (Drillionaire avec Anna, Lazza, Tony Effe & Benny Benassi)                   | 17                 | —                  | - Italie (FIMI) : Or         | 10                       |
| 2023  | Le bambine fanno oh (Sadturs & Kiid avec Nerissima Serpe, Anna, Papa V & Artie 5ive) | 28                 | —                  | - Italie (FIMI) : 2x Platine | No Regular Music         |
| 2023  | Ciao bella (Sfera Ebbasta avec Anna)                                                 | 6                  | —                  | - Italie (FIMI) : Platine    | X2VR                     |
| 2024  | 1 momento (Astro avec Anna)                                                          | 13                 | —                  | - Italie (FIMI) : Or         | Astro                    |
| 2024  | Soldi arrotolati (Capo Plaza avec Anna)                                              |                    |                    | - Italie (FIMI) : Platine    | Ferite                   |

## Tournées

### Tête d'affiche
- Anna Club Tour (2024)

### Promotionnel
- Anna Live Summer Tour (2024)

### Première partie
- Pink Friday 2 World Tour – Nicki Minaj (2024)